# Graboid

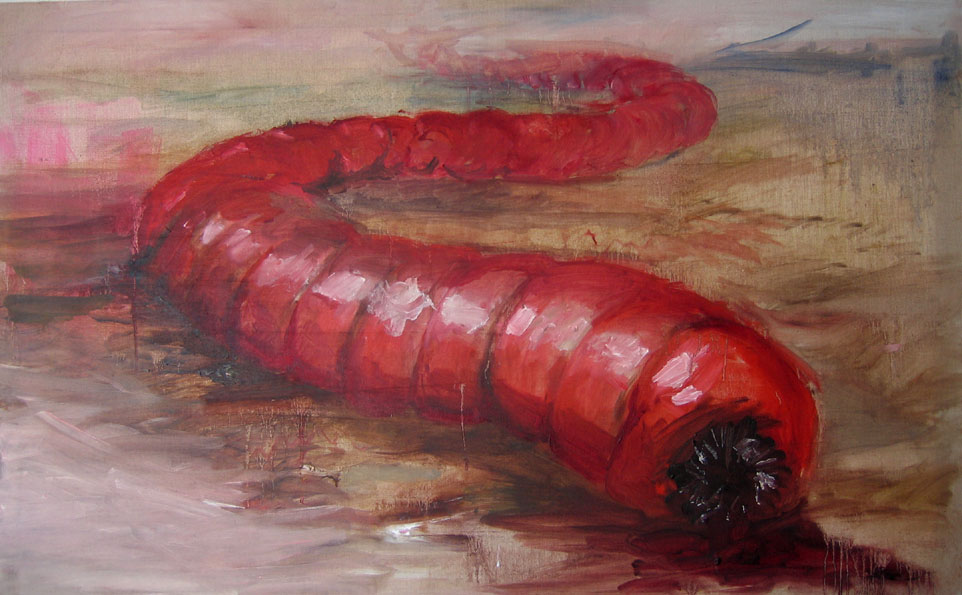
Una raffigurazione dell'Allghoi Khorhoi, leggendario verme mostruoso che ha ispirato l'aspetto del Graboid

Il Graboid (Caederus americana) è una creatura immaginaria, ispirata alla leggenda orientale del mostruoso verme Allghoi Khorhoi, ed è il principale antagonista apparso nella serie di film di Tremors. È anche l'unica creatura che appare durante tutti i vari episodi.
Nella finzione il nome Graboid è inventato, nel primo film della serie, dal negoziante asiatico Walter Chang (Victor Wong nel film). Nel doppiaggio italiano le creature vengono battezzate "Agguantatori" in Tremors e chiamate Graboid nei cinque film successivi e nella serie televisiva.
Il nome Shrieker, che si riferisce alle creature che costituiscono la seconda fase del ciclo vitale dei Graboid, venne assegnato non durante il film, ma dal cast tecnico nei contenuti speciali di Tremors 2: Aftershocks.
Infine, il nome Ass-Blaster, riferito alle creature che costituiscono la terza fase del ciclo vitale dei Graboid, è coniato dal personaggio di Jodi Chang (Susanna Chuang nel film), nipote di Walter Chang, nel terzo film della serie. Nel doppiaggio italiano il nome usato in Tremors 3: Ritorno a Perfection è "Culi volanti", mentre nella serie televisiva vengono chiamati in entrambi i modi.

## Fisiologia
I Graboid sono grossi predatori sotterranei, comparsi sulla terra alla fine del periodo Precambriano, prima della comparsa dei dinosauri.
Il loro aspetto morfologico ricorda quello di giganteschi vermi grigi, con tante punte nere sui fianchi che, muovendole contemporaneamente, consente loro il movimento sottoterra. La testa è nera e corazzata, a forma di becco d'aquila, con tre mandibole che si aprono come lo sboccio di un fiore: una centrale, più corta, e due laterali, uncinate all'estremità. Hanno tre lingue tentacolari che usano per catturare le prede in superficie, terminanti con una mandibola dentata e 4 corna, simile a una testa di serpente. Inoltre, emanano un tanfo tremendo.
Nonostante la lunghezza media sui 9 metri e la notevole stazza, riescono a muoversi sottoterra a grande velocità, tanto da raggiungere un uomo in corsa e inseguire un'auto per brevi distanze. Sembra che abbiano un livello d'intelligenza pari a quello dei delfini, che gli consente di imparare dagli errori propri o altrui e risolvere problemi circostanziali.
Non possedendo apparato visivo e olfattivo, per orientarsi si affidano alle vibrazioni sismiche prodotte da suoni e movimenti vari. Il che può essere considerato come il loro unico punto debole: il sensibile udito li rende suscettibili ai rumori molto forti, come le esplosioni, che li farebbero scappare per il fastidio, ed è facile attirarli altrove con qualsiasi suono da remoto.
Sono piuttosto difficili da ferire o uccidere: salvo per i tentacoli, la stragrande maggioranza delle armi da fuoco ha scarso effetto contro la testa corazzata e la pelle spessa, come quella dei rinoceronti, oltre al fatto che, trascorrendo la maggior parte del tempo sottoterra, sono protetti dallo strato di terreno sottostante. Le armi di grosso calibro possono ferirli, specie mirando alla bocca, mentre fucili ad alto potenziale con proiettili penetranti sarebbero in grado di colpirli anche stando sottoterra. Ma senza dubbio il miglior modo di ucciderli è indurli a ingoiare dell'esplosivo (di solito utilizzando come espediente una macchina radiocomandata), altrimenti spingerli a schiantarsi contro pareti interrate di roccia o cemento, o precipitare da un burrone.

## Dieta
Sono esclusivamente carnivori e hanno bisogno di una grande quantità di cibo. La loro dieta include tutto ciò che riescono a ghermire: dagli animali più grandi come cavalli, asini, buoi e maiali, ai più piccoli come pecore, cani, conigli, pollame ed esseri umani. Possono essere anche cannibali, come viene ricordato nel terzo film, quando uno ingoia un Ass-Blaster.

## Caccia
La loro tecnica di caccia consiste nell'avvicinarsi alla preda per poi ghermirla con i tentacoli e trascinarla sottoterra, oppure tirare fuori la testa e ingoiarla per intero. Si orientano solo grazie ai rumori e alle vibrazioni, e quest'attitudine li porta ad attaccare e ingoiare tutto ciò che attrae la loro attenzione, rigettando poi quello che non è commestibile. I tentacoli consentono loro di raggiungere le prede che si rifugiano ad almeno un metro da terra, mentre la loro enorme mole gli conferisce forza sufficiente a sfondare pavimenti in legno o rovesciare automobili e roulotte. Possono anche far sprofondare macchine e pali della corrente, scavando e/o trascinandoli sottoterra. Come se non bastasse la loro intelligenza gli permette di elaborare strategie e arginare i problemi.

## Ciclo vitale
I Graboid nascono da uova deposte dagli Ass-Blaster, che si dischiudono anche 300 anni dopo la loro deposizione (questo spiega perché gli avvistamenti sono così rari). Un Graboid appena nato è già capace di uccidere anche una persona; nel giro di poche settimane cresce e si sviluppa fino ad assumere l'aspetto adulto. Per tutta la sua vita si dedica esclusivamente alla ricerca del cibo, fino al momento in cui deve compiere la mutazione. Si dilegua in un posto sicuro (evidentemente durante questa fase sono più indifesi, come un serpente durante la digestione), emette uno strano verso e alla fine si apre a metà e muore. Da lui nasceranno tre Shrieker, il cui unico intento è cacciare, nutrirsi e moltiplicarsi. Di seguito anche gli Shrieker trovano un luogo isolato e compiono la metamorfosi in Ass-Blaster, lasciando solo la loro pelle a forma di involucro; questi ultimi deporranno poi le uova, ricominciando così il ciclo.

### Shooter
Uno Shooter (chiamato anche "Tu Lung" o "Dragone delle viscere") è la prima fase del ciclo vitale del Graboid, che si verifica immediatamente dopo la schiusa delle uova. Lungo 1,20 m, è abbastanza piccolo da saltare fuori dal terreno (similmente a una trota) per attaccare la propria preda. Come gli Shrieker, di norma si muove in branco, e cresce rapidamente in un Graboid dopo un breve periodo di tempo. Appare solo in Tremors 4 - Agli inizi della leggenda.

### Shrieker
Lo Shrieker è la seconda tappa vitale delle creature rappresentata nella serie: un Graboid, con una sorta di metamorfosi, fa aprire il suo corpo "partorendo" tre Shrieker che hanno un aspetto molto diverso dai Graboid: hanno la stessa bocca, ma sono molto più piccoli (alti circa 1,2 m e lunghi circa 1,8 m) e ricordano piccoli dinosauri con un paio di gambe e un corpo tozzo; corrono molto velocemente, di norma si muovono in branco, comunicano attraverso il calore che emettono dalla bocca e sono estremamente voraci. Sono apparsi in Tremors 2: Aftershocks, in Tremors 3: Ritorno a Perfection e in molti episodi della serie televisiva. Sono creature ermafrodite (cioè che si riproduce senza accoppiarsi); infatti, dopo che ha mangiato abbastanza, uno Shrieker vomita un piccolo che cresce molto velocemente; non hanno né occhi né orecchie, ma hanno una membrana sulla testa per vedere a infrarossi, coperta da tre placche.

### Ass-Blaster
L'Ass-Blaster (Caederus mexicana combustus) rappresenta la terza e ultima tappa del ciclo vitale, simile a uno Shrieker per la vista termica, ma con delle ali e una bocca più allungata e nera. Gli Ass-Blaster sono in grado di volare emettendo delle lingue di fuoco dalla parte posteriore del corpo dopo avere miscelato due liquidi presenti nel loro corpo con un particolare movimento dell'addome e hanno un sangue estremamente infiammabile. Fanno la loro prima apparizione in Tremors 3: Ritorno a Perfection (dove vengono chiamati "Culi volanti" nel doppiaggio italiano) e in seguito nel quarto episodio della serie televisiva. 
Passate 24 ore dalla propria nascita, uno Shrieker evolve in un Ass-Blaster cambiando pelle come i serpenti. A differenza del primo grado evolutivo, dopo aver mangiato sufficientemente un Ass-Blaster cade in letargo. Longevi, gli Ass-Blaster si riproducono deponendo un uovo che portano al loro interno, nell'intestino; sembra che abbiano sviluppato la capacità di volare per portare il più lontano possibile le uova, in un posto sicuro.

### El Blanco
Specie rara, compare nel film Tremors 3: Ritorno a Perfection e nella serie televisiva: è un Graboid albino e sterile.

## Specie africana e specie artica
In Africa e nelle regioni artiche i Graboid sono differenti rispetto a quelli americani.

### Graboid africano
Un Graboid africano è molto più grande, più forte e più intelligente rispetto a un Graboid americano e ha un atteggiamento di caccia più aggressivo. La sua lunghezza media è sui 15 metri, è in grado di saltare per raggiungere la preda e i suoi serpenti tentacolari possono staccarsi per raggiungere la preda. Inoltre, cooperano con gli Ass Blasters per assicurarsi la protezione delle uova. Compare solo in Tremors 5: Bloodlines.

#### Lightning bird
Il Graboid africano si evolve direttamente in un Ass Blaster che, anche in questo caso, si presenta diverso rispetto alla controparte americana: è più grosso, più veloce, più resistente, ha una bocca più grande munita di tre mandibole con denti da squalo, che gli permettono di praticare un morso più potente, e un becco. Ha un aspetto che ricorda vagamente quello di un pipistrello o un vampiro. Sono i protettori della nuova generazione di uova di Graboid, da essi deposte. A causa della velocità con cui si spostano, gli indigeni del luogo li chiamano lightning birds (Uccelli fulmine).

### Graboid artico
Specie di Graboid scoperta nelle regioni artiche del Canada. Si pensa che sia un precursore delle specie americana e africana, dato che possiede caratteristiche comuni a entrambe. Come il Graboid africano, il Graboid artico manca dello stadio di Shrieker, evolvendosi direttamente in un Ass Blaster. È dotato inoltre di un potente veleno, e l’unico modo per poterlo curare è estrarre gli anticorpi da un Graboid vivo. Compare solo in Tremors: A Cold Day in Hell.